# Adorigo
Adorigo is een plaats (freguesia) in de Portugese gemeente Tabuaço en telt 420 inwoners (2001).